# アルピコ交通
アルピコ交通株式会社（アルピコこうつう、ALPICO kotsu Co., ltd.）は、長野県松本市に本社を置き、長野県で鉄道・バス事業を中心に経営している会社である。アルピコホールディングス株式会社の完全子会社であり、アルピコグループの中核企業である。

## 概要

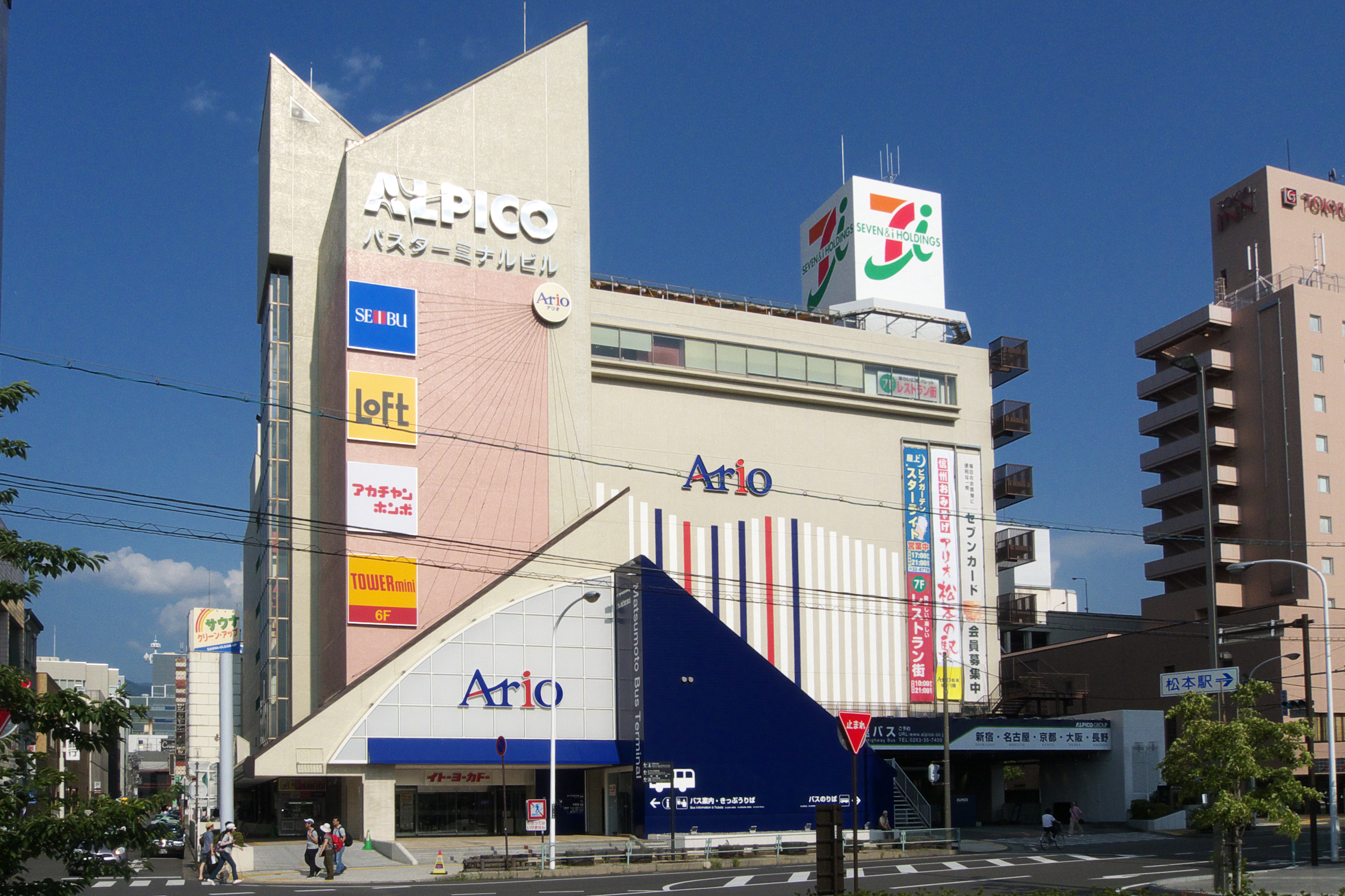
ALPICOの中心的存在松本バスターミナル

旧社名は松本電気鉄道（まつもとでんきてつどう）。2011年（平成23年）4月1日をもって、諏訪バス、川中島バスを吸収合併し、商号を改めた。かつては、浅間線という松本市東郊の浅間温泉までの軌道（路面電車）も経営していた。
3社合併前よりグループ共通でコーポレートアイデンティティを実施しており、現社名はグループ名であるALPICO（アルピコ）から採られている（アルプスの会社の意）。2022年現在の主たる営業エリアは長野県の松本地域・諏訪地域・長野地域および東京都と大阪府である。発足当初はそれぞれを担当する本社・諏訪支社・長野支社・東京支社を置いており、東京支社東京営業所を2015年4月1日にアルピコ交通東京株式会社として分社化したが、2021年12月1日に吸収合併し、改めて東京支社とした。大阪へは2016年6月1日にアルピコ交通大阪株式会社を子会社として設立した後、2019年4月1日に吸収合併し、アルピコ交通大阪支社とした。
鉄道は「Highland Rail」（ハイランドレール=高原鉄道）、高速・貸切バスは「Highland Express」（ハイランドエクスプレス=高原急行）、一般路線バスは「Highland Shuttle」（ハイランドシャトル=高原路線バス）と標高の高い地域が営業エリアであることを押し出したキャッチコピーで統一されている。全国登山鉄道‰会にも加盟している。

## 歴史
- 1919年（大正8年）12月5日 - 筑摩鉄道に対し敷設免許状下付（松本市－東筑摩郡波多村間）[3]。
- 1920年（大正9年）5月29日 - 筑摩鉄道として会社設立。
- 1921年（大正10年）10月2日 - 島々線 松本 - 新村間が開業。
- 1922年（大正11年）
  - 3月9日 - 軌道特許状下付（松本市－東筑摩郡本郷村間）[4]。
  - 9月26日 - 島々線 松本 - 島々間が全通（免許された区間のうち島々 - 龍島間は狭隘な地形による建設費の高騰が見込まれ建設を断念）。
  - 10月31日 - 筑摩電気鉄道に社名変更。
- 1924年（大正13年）4月19日 - 浅間線開業
- 1932年（昭和7年）12月2日 - 松本電気鉄道に社名変更。
- 1943年（昭和18年） - 松本自動車を合併。
- 1946年（昭和21年） - アルプス自動車（1925年設立）を合併[5]。
- 1955年（昭和30年） - 島々線を上高地線に改称。
- 1964年（昭和39年）4月1日 - 浅間線を廃止。
- 1978年（昭和53年）4月 - 松本バスターミナルをバスターミナルビルにし、松電ストアやイトーヨーカドーが開店する。
- 1983年（昭和58年）9月28日 - 上高地線の新島々 - 島々間が災害で休止に。
- 1985年（昭和60年）1月1日 - 上高地線の新島々 - 島々間が廃止。
- 1992年（平成4年）5月 - グループアイデンティティ（GI）導入、グループ名をアルピコグループに決定。
- 2007年（平成19年）12月25日 - アルピコグループの他18社とともに、メインバンクの八十二銀行に対し、私的整理ガイドラインに則った再生支援を要請。
- 2011年（平成23年）4月1日 - グループの川中島バス・諏訪バスを吸収合併、アルピコ交通に社名変更[6]。
- 2012年（平成24年）11月 - 東京支社東京営業所開設。
- 2015年（平成27年）4月1日 - 上記東京営業所を分社し、アルピコ交通東京株式会社設立。高速乗合バスの運行や貸切バス事業を行う[7]。
- 2016年（平成28年）6月1日 - アルピコ交通大阪株式会社設立。同年10月1日営業開始[8]。
- 2019年（平成31年）
  - 3月22日 - 全国登山鉄道‰会に加盟。
  - 4月1日 - アルピコ交通大阪をアルピコ交通に吸収合併[9]。アルピコ交通大阪支社として営業開始。
- 2020年（令和2年）5月31日 - この日を以て系列スーパーマーケットデリシアでの高速バスチケット予約販売を終了。以降は松本バスターミナルなどでの取り扱いとなる。
- 2021年（令和3年）12月1日 - アルピコ交通東京をアルピコ交通に吸収合併[10]。アルピコ交通東京支社として営業開始。
- 2022年（令和4年）4月21日 - 長野県内を発着地としない高速バス2路線（渋谷・八王子  金沢・加賀温泉線、大阪 - 新宿・渋谷・池袋線）の運行を開始[11]。
- 2023年（令和5年）4月1日 - 松本営業所管内の（高速バス・特急バスを除く）バス路線が松本市主体の公設民営バス『ぐるっとまつもと』に移管。ただし実際の運行はアルピコ交通で行う。
- 2024年（令和6年）3月31日 - 高速バス渋谷・八王子 - 金沢・加賀温泉線、長野 - 松本線がこの日限りで廃止。

## 歴代社長
- 初代 上條信：1920年（大正9年） - 1928年（昭和3年） 筑摩鉄道時代、筑摩電気鉄道前期。
- 2代 伊原五郎兵衛：1928年（昭和3年） - 1944年（昭和19年） 筑摩電気鉄道後期、松本電気鉄道初期。
- 3代 百瀬藏六：1944年（昭和19年） - 1947年（昭和22年）
- 4代 山本寅雄：1947年（昭和22年） - 1950年（昭和25年）
- 5代 瀧澤知足：1950年（昭和25年） - 1987年（昭和62年）
- 6代 瀧澤至：1987年（昭和62年） - 1998年（平成10年）
- 7代 瀧澤徹：1998年（平成10年） - 2008年（平成20年）
- 8代 堀籠義雄：2008年（平成20年） - 2010年（平成22年）
- 9代 古田龍治：2010年（平成22年） -  2017年（平成29年）
- 10代 三澤洋一：2017年（平成29年） - 2021年（令和3年）
- 11代 小林史成：2021年（令和3年） -

## 鉄道事業
2011年（平成23年）4月1日のアルピコ交通への社名変更以降も、鉄道については駅案内表示・放送等で「松本電鉄上高地線」の呼称が併用されている。

### 路線

#### 現有路線
- 上高地線（松本 - 新島々 14.4km）

#### 廃止路線
- 上高地線（新島々 - 島々 1.3km）
- 浅間線（松本 - 浅間温泉 5.3km）

### 車両

#### 現有車両
- 3000形電車 - 元京王3000系
- 20100形電車 - 元東武20000系

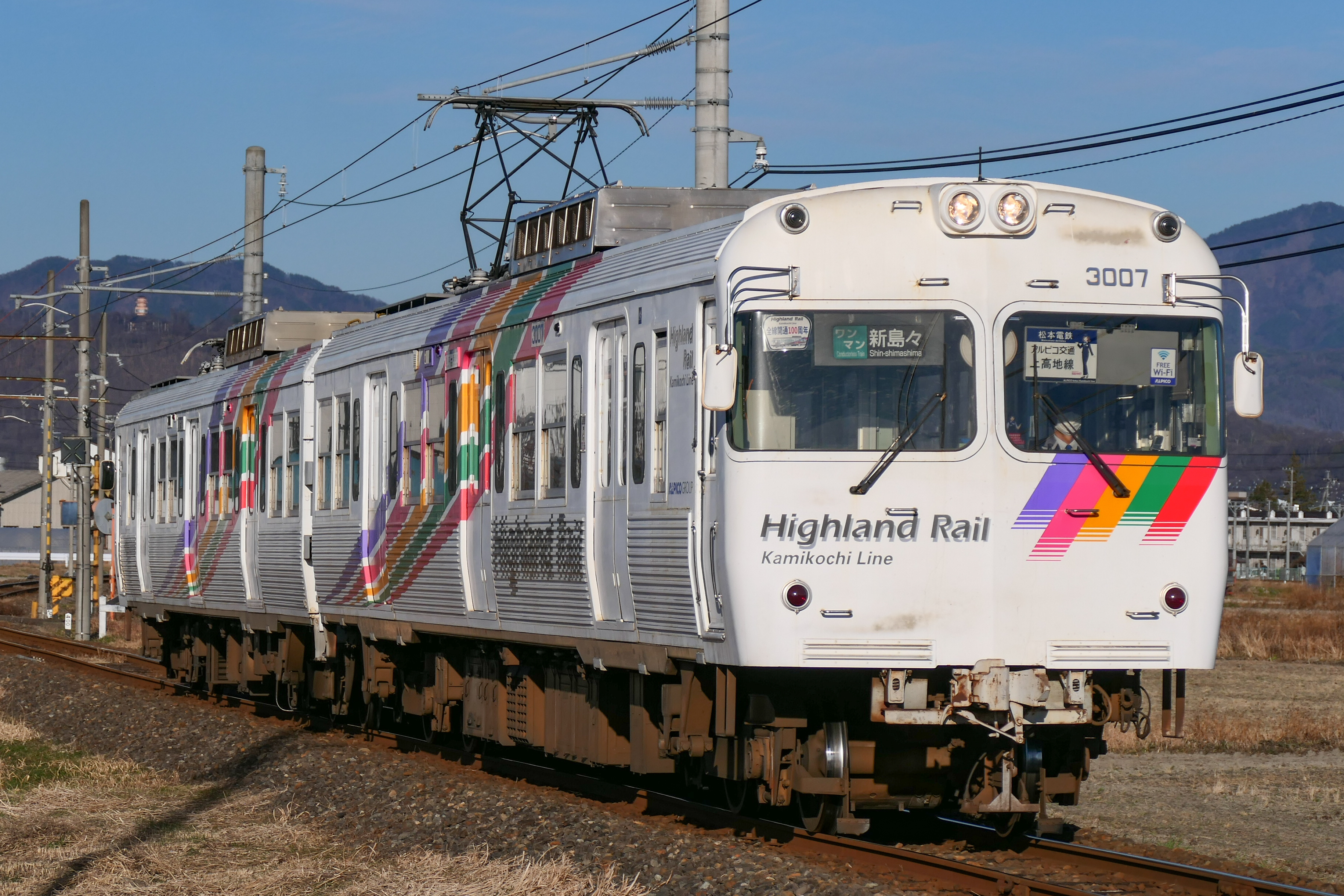
3000形
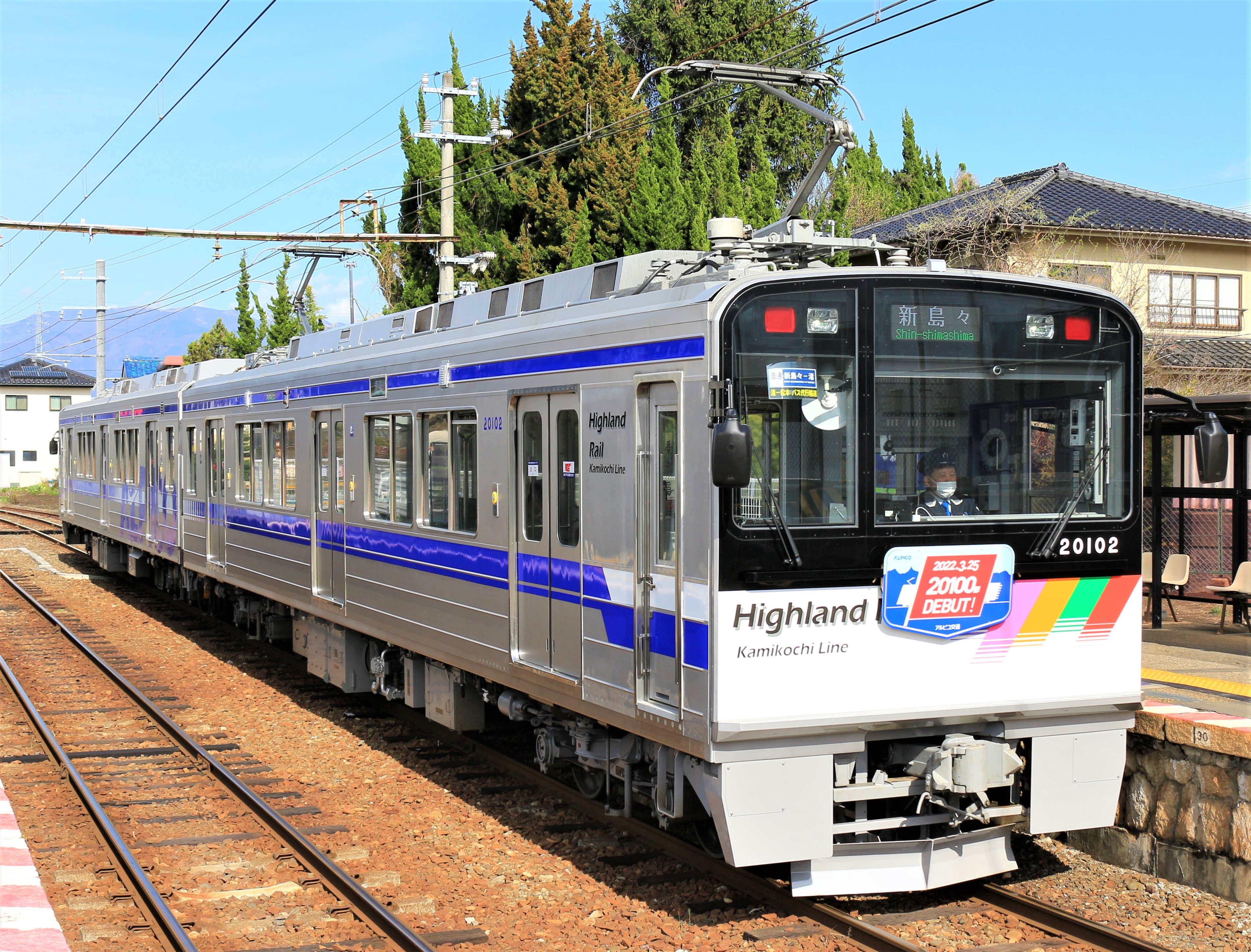
20100形

#### 過去の車両
- 5000形電車 - 旧東急5000系（初代）
- モハ10形・クハ10形電車
- ED40形電気機関車 - 1971年に岳南鉄道に譲渡。
- ED30形電気機関車 - 旧西武鉄道A1形←国鉄ED22形
- ハニフ1形客車 - 元甲武鉄道のデ963形電車で、信濃鉄道（大糸線の前身）を経てハフ1・2として2両が入線、1932年（昭和19年）に荷物室を設置しハニフ1・2となった。うちハニフ1は1955年の廃車後も新村車庫に長らく保存されていたが、2007年（平成19年）に埼玉県さいたま市の鉄道博物館に寄贈された。寄贈にあたっての復元作業は行われておらず、新村車庫に保存されていた状態のまま展示されている。
- このほかにも筑摩電気鉄道時代の1927年に譲り受けたデワ2という元伊那電気鉄道の4輪単車の有蓋電動貨車が在籍していたことがある。

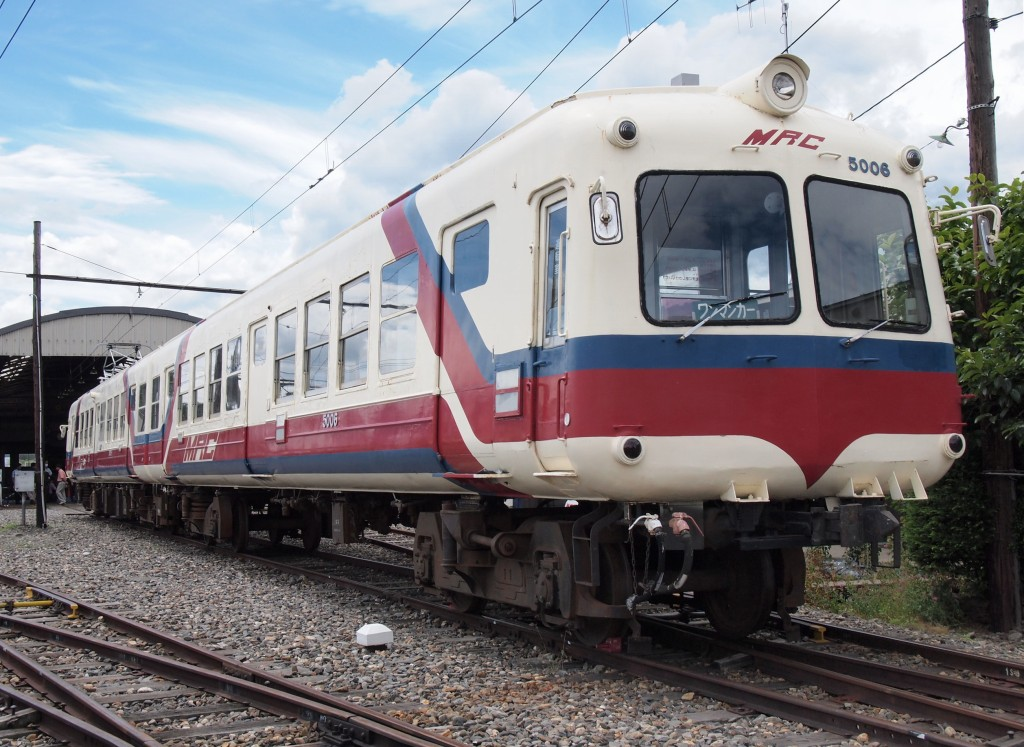
5000形
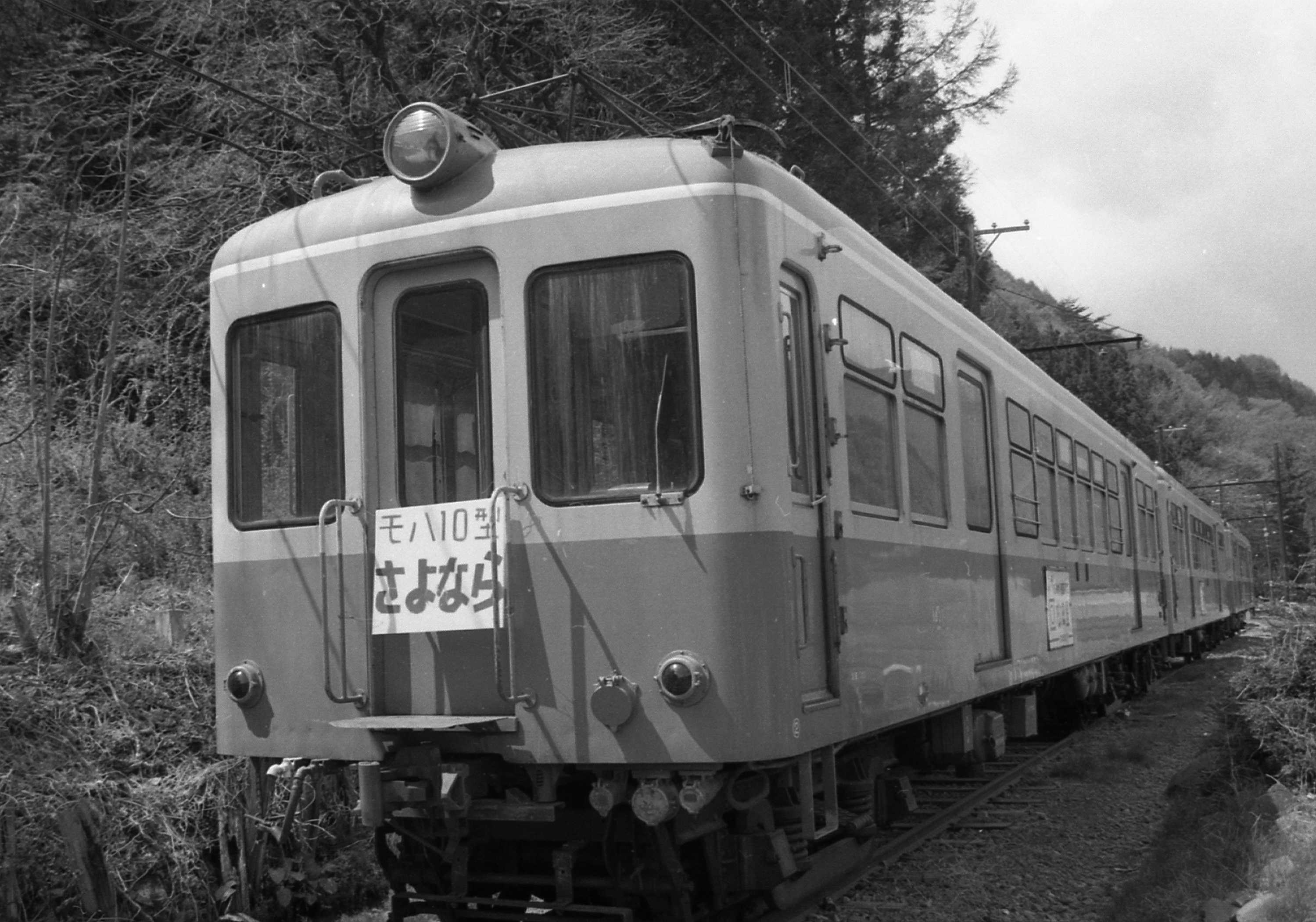
モハ10形
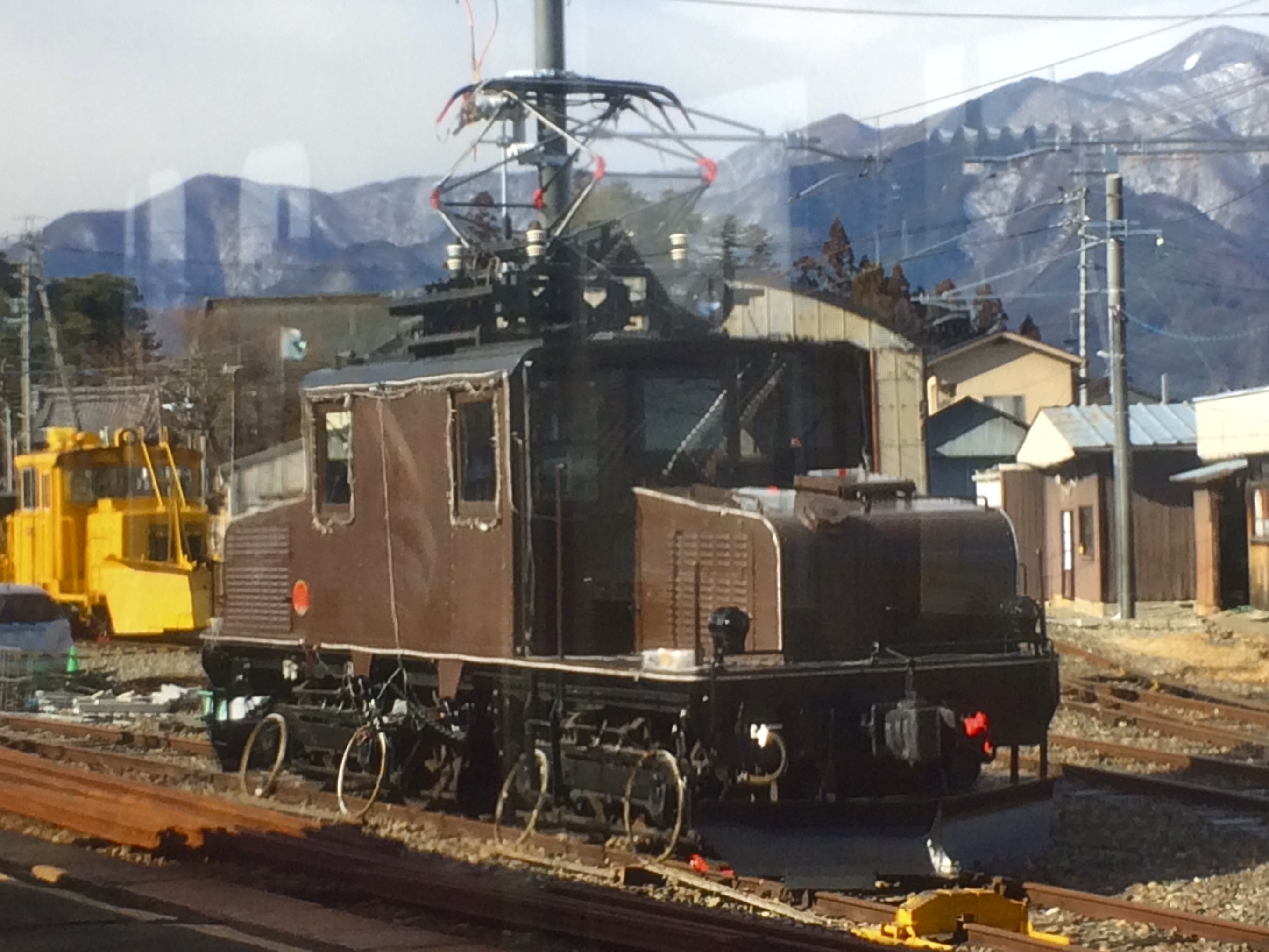
ED30形（静態保存化後）

### イメージキャラクター
渕東なぎさ（えんどう なぎさ）
- 2012年3月制定。

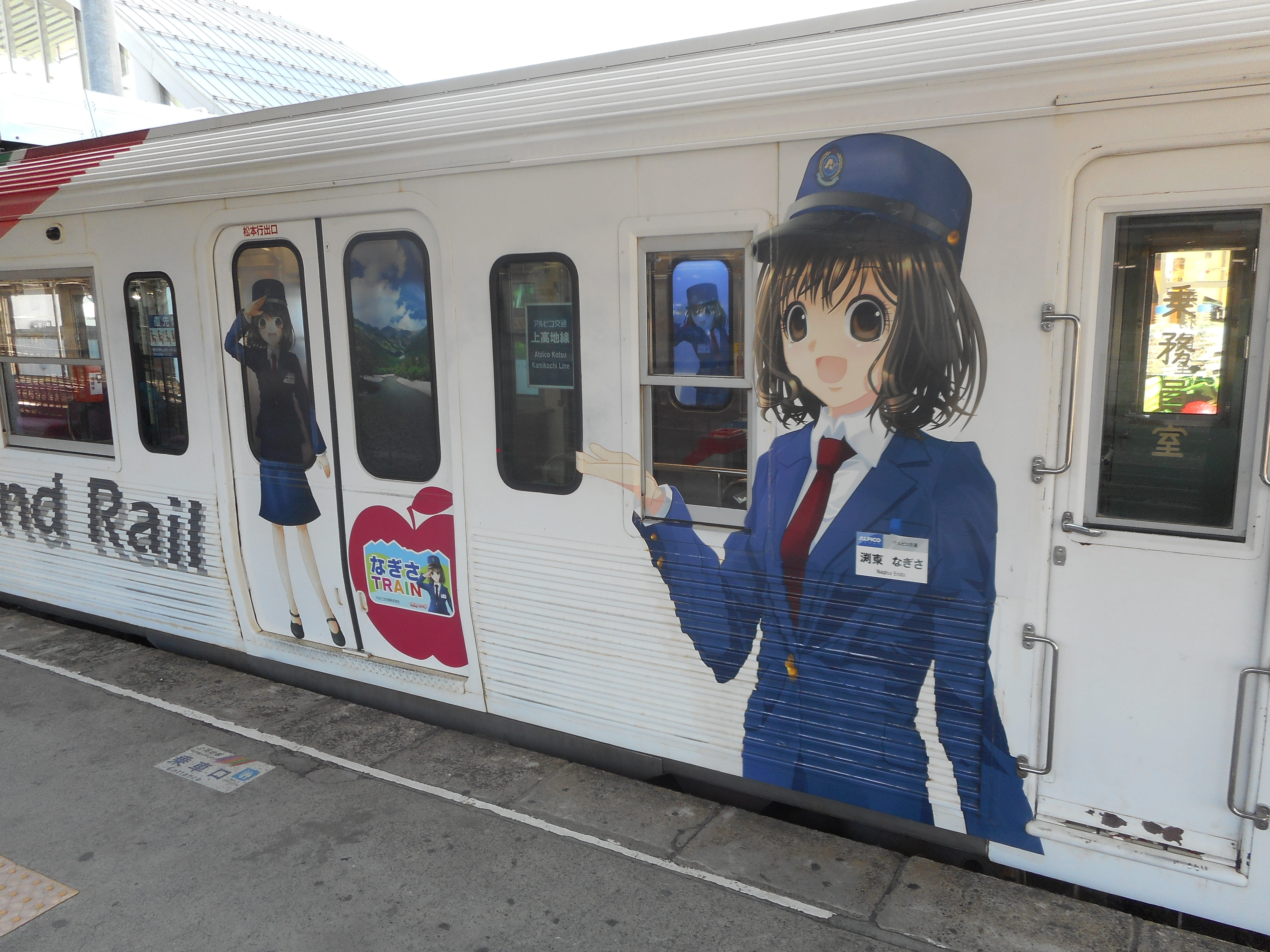
松本電鉄キャラクター「渕東なぎさ」

- アルピコ交通社員で上高地線新村駅勤務という設定。
- 19歳、152cm、好きな食べ物はりんご、スイカ、ワッフル。
- CVは新田恵海（長野市出身）。
- 「渕東駅」と「渚駅」に由来し命名。
- ネットなどでの拡散を期待してアニメ風キャラクターになった。
- 車体に渕東なぎさがデザインされたラッピング電車「なぎさTRAIN」が、5パターンの運行表に従って1日1 - 12往復する。
この車両は装飾のみで、車内アナウンスは通常のままとなっている。ただし、2018年9月29日-2018年11月25日、2019年4月20日-2019年11月10日の期間限定で、土日休日のみ渕東なぎさCVである新田恵海の音声が使用される。2018年の実施時は新田が上高地線を含む長野県各地を紹介する旅行ガイドブック風書籍「長野ノススメ」の発売を記念したタイアップであった。
- アニメ『SHIROBAKO』の第24話でもこのキャラのラッピング電車の登場シーンがあり、エンディングのスタッフロールでも「アルピコ交通」名義で取材協力のクレジットされている。

## バス事業
本社・各支社のバスは合併前の会社エリアを主に運行している。
松本市内発着の自主運行バス路線は高速バス・特急バス・急行バスを除き2023年4月1日から松本市主導の公設民営バス『ぐるっとまつもと』に移行し、アルピコ交通は松本市から松本市内発着路線の運行委託を受けることになった。
詳細については、中南信支社（茅野営業所を除く）・大阪支社・東京支社で運行しているバスおよび公設民営バス『ぐるっとまつもと』は「松本電鉄バス」を、茅野営業所で運行しているバスは「諏訪バス」を、長野支社で運行しているバスは「川中島バス」を、貸切バス事業は「アルピコハイランドバス」をそれぞれ参照のこと。

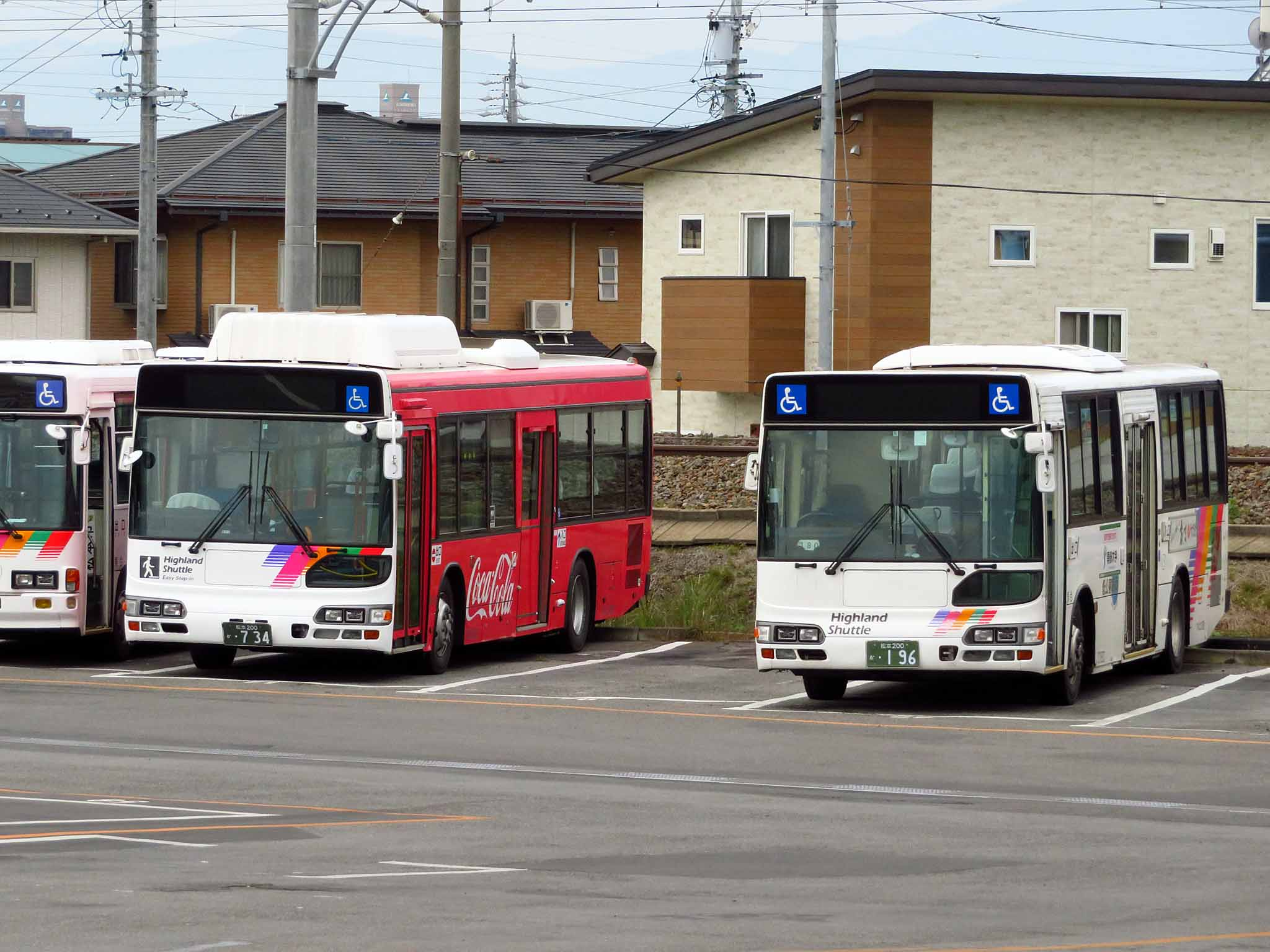
路線バス
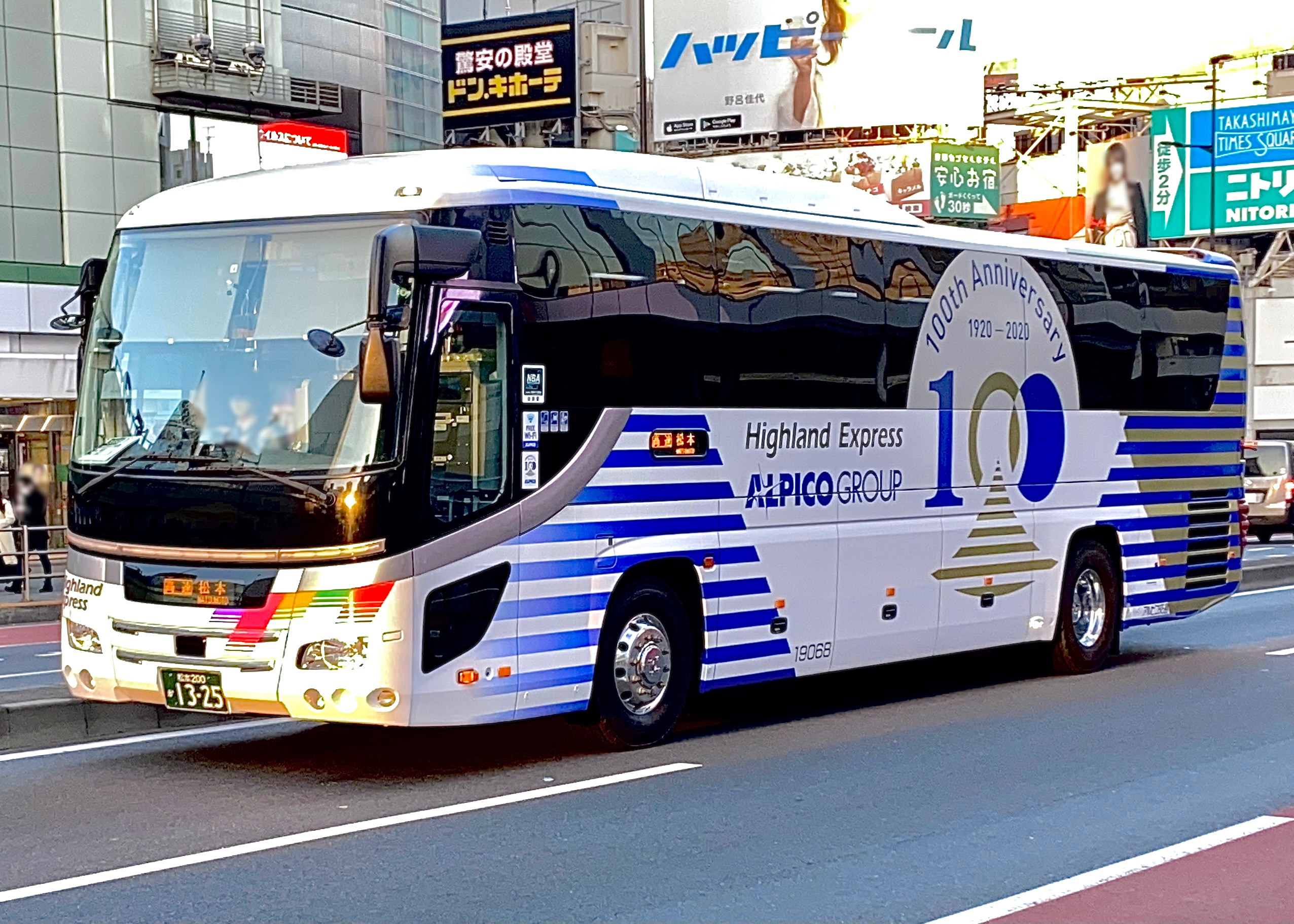
2021年アルピコグループ100周年記念塗装
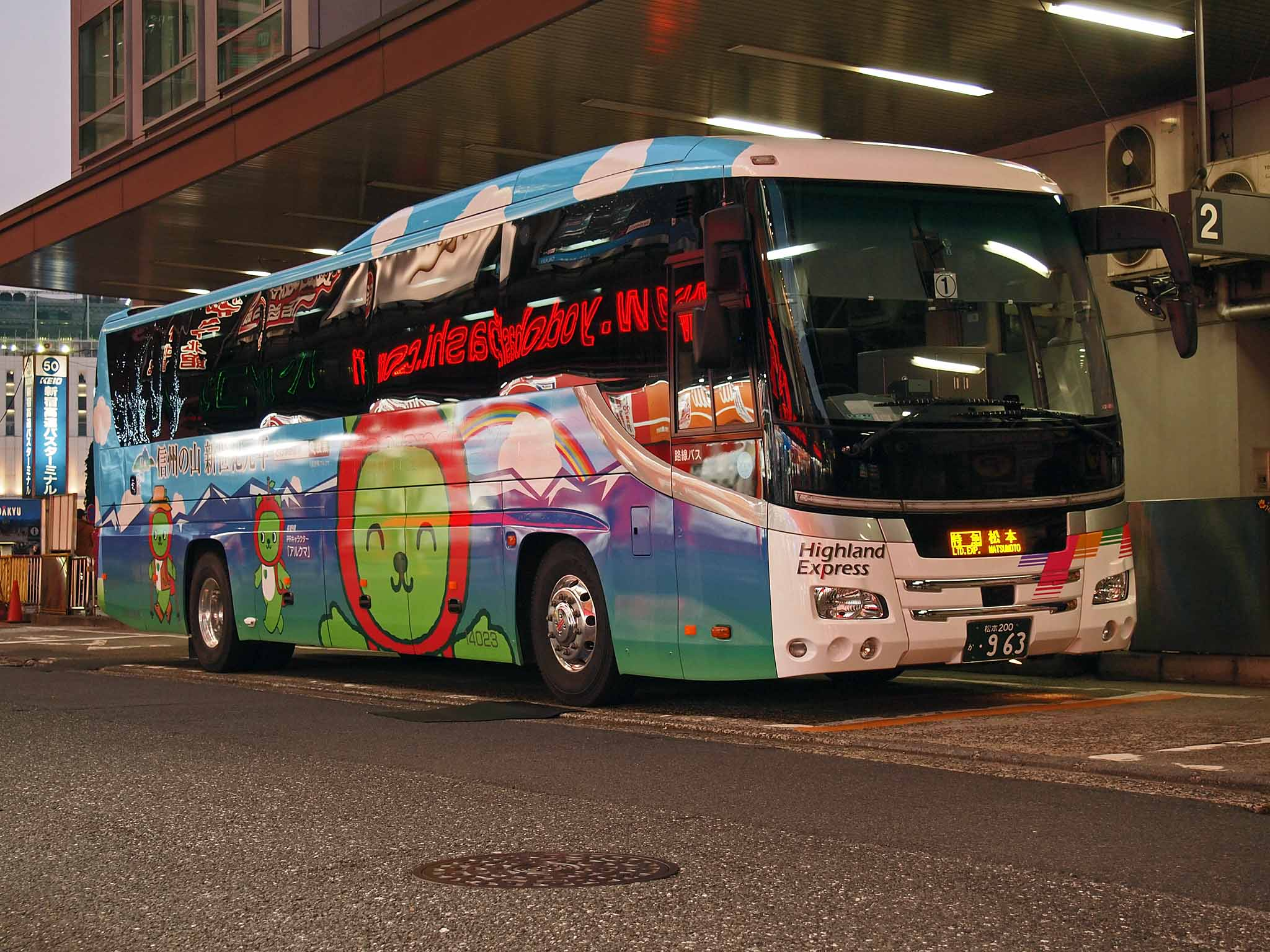
アルクマラッピングバス
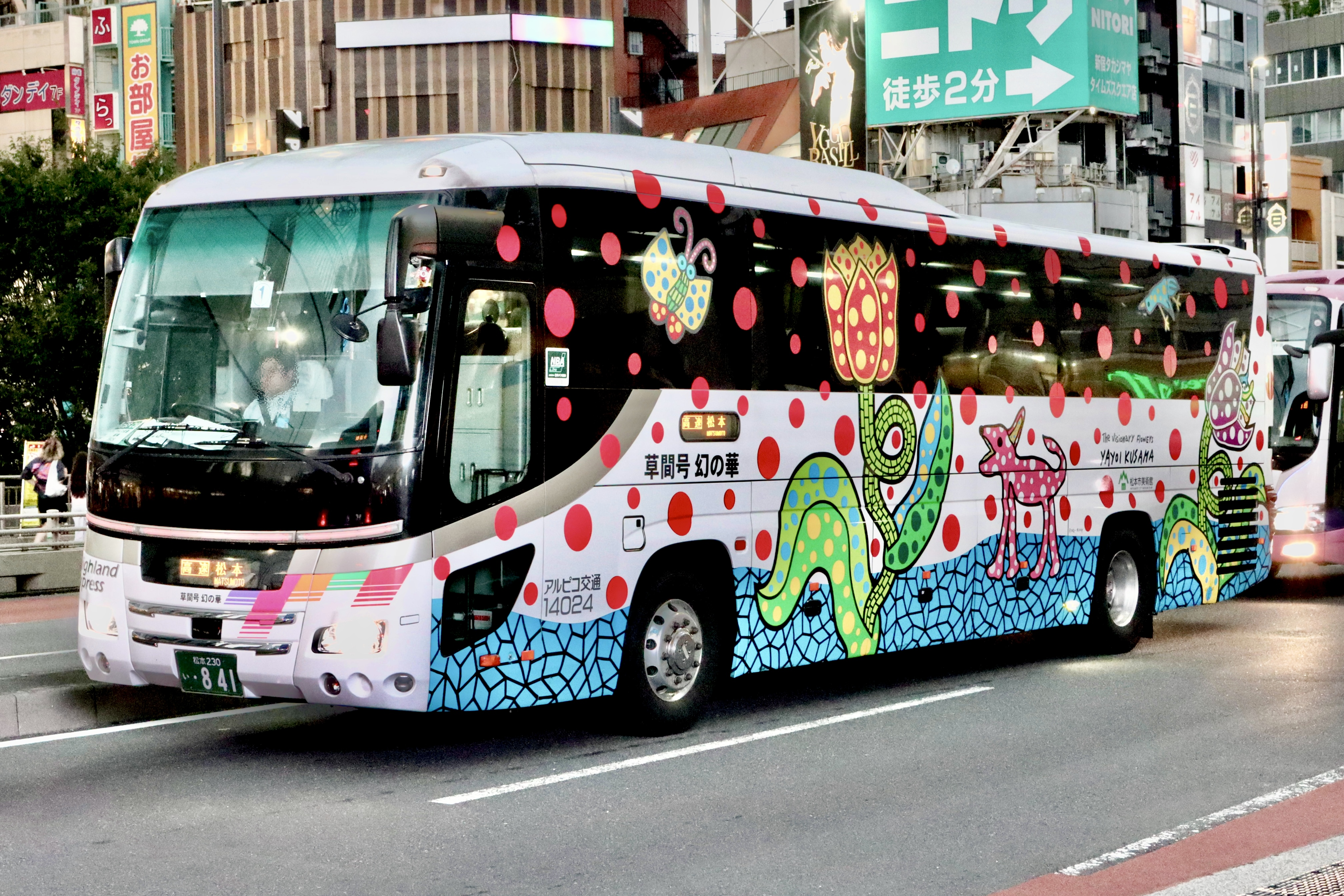
中央高速バス新宿〜新宿〜松本線に使用される草間彌生デザイン「草間号・幻の花」（2015年）
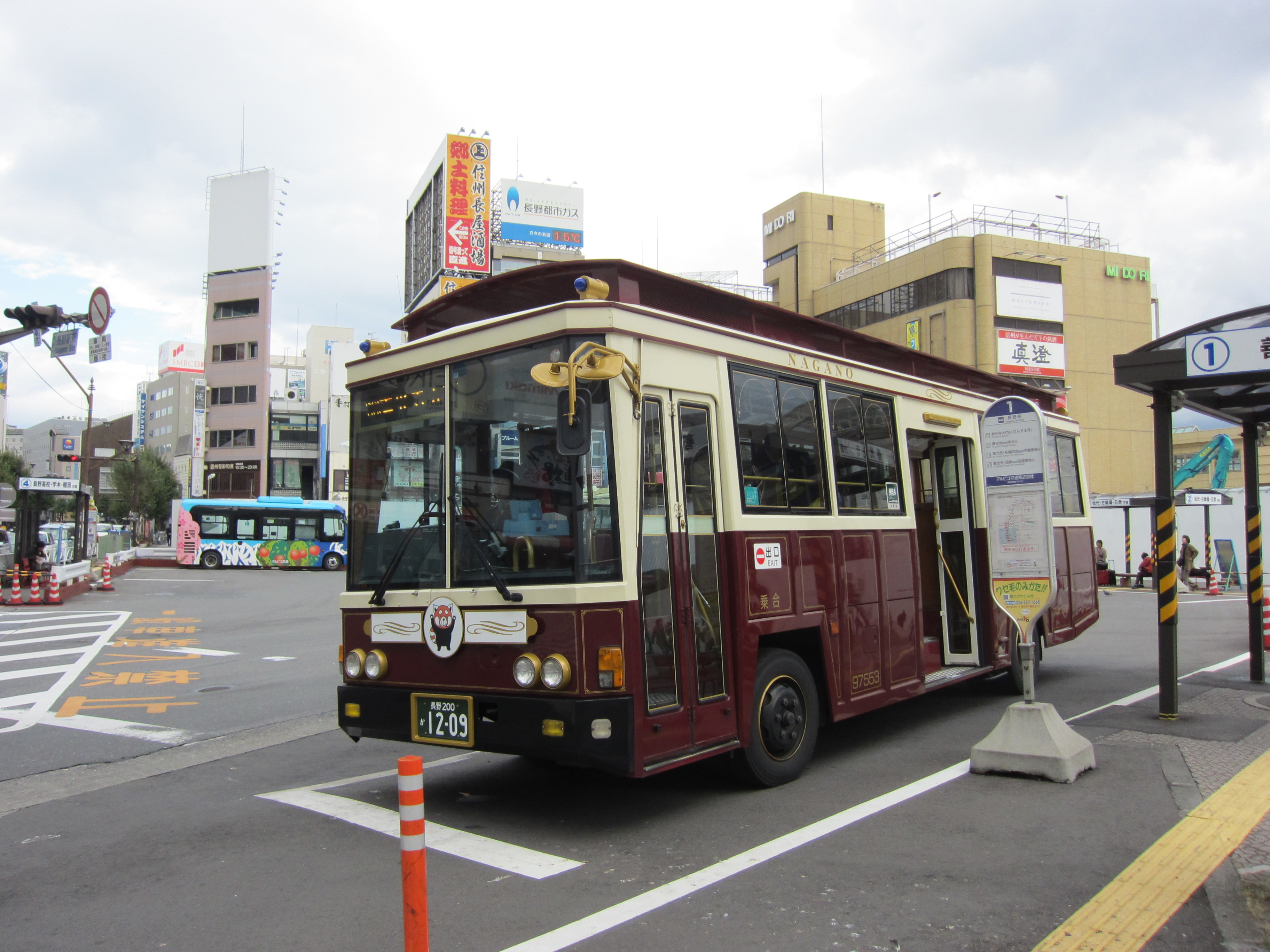
ファンタスティックバス「びんずる号」（川中島バス2013年）

## その他の事業
交通事業のほかに、以下の事業を行っている。
- 高速道路サービスエリアでの飲食・小売事業（姨捨サービスエリア上下線、梓川サービスエリア上り線、諏訪湖サービスエリア上り線）
- アルピコ交通蓼科高原別荘地などの不動産事業
- 広告事業（旧アルピコエージェンシー）